# 陳水亮
陳水亮，中華民國（台灣）律師、政治人物，曾代表中國國民黨在台灣省第四選區（雲嘉南南）當選為第一屆第一、二次增額立法委員。